# MSV von der Goltz Tilsit
MSV von der Goltz Tilsiter was een Duitse militaire voetbalclub uit het Oost-Pruisische Tilsit, dat tegenwoordig het Russische Sovjetsk is.

## Geschiedenis
De club ontstond in de jaren twintig als Polizei SV Tilsit. In 1932 promoveerde de club naar de Bezirksliga Nord, een voorronde van de Oost-Pruisische competitie. De club eindigde twee seizoenen op rij in de middenmoot. Door de strenge winters in het Baltische gebied werden de competities van 1932/33 en 1933/34 een jaar eerder gespeeld. Dit betekende dat de competitie van 1933/34 geen verdere eindronde kende omdat de competitie volledig hervormd werd in Duitsland. De Gauliga Ostpreußen werd ingevoerd als nieuwe hoogste klasse. De competitie van 1933/34 was wel van belang omdat hier de startplaatsen uitgedeeld werden. De club eindigde vierde en plaatste zich hier niet voor, en ging in de Bezirksklasse spelen, Bezirk Gumbinnen. 
In het eerste seizoen werd de club vicekampioen achter SV Insterburg. Het volgende jaar eindigden ze samen met FC Preußen Gumbinnen eerste. Er was geen verdere eindronde om promotie omdat de competitie hervormd werd. De clubs uit de Gauliga en de beste uit de Bezirksklasse werden samen gezet en de twee besten van elke reeks plaatsten zich voor de eigenlijke Gauliga. In 1935/36 werd Polizei SV vicekampioen achter Yorck Boyen Insterburg en ging dus naar de Gauliga, waar ze laatste werden. Na dit seizoen werd de naam gewijzigd in MSV von der Goltz Tilsit en werd de derde plaats behaald. In 1937/38 werd de club opnieuw vicekampioen achter Yorck Boyen, maar ook nu werd de club laatste in de volgende ronde. Na dit seizoen werd de Gauliga herleid naar één reeks van tien clubs. Door de tweede plaats kwalificeerden ze zich hiervoor. Na een gedeelde zesde plaats met VfB Königsberg trok de legerclub zich het volgende seizoen, net als de andere legerclubs SV Hindenburg Allenstein en Yorck Boyen, terug uit de competitie vanwege het uitbreken van de Tweede Wereldoorlog.
In 1941 schreef de club zich wel nog in voor de Tschammerpokal 1941 en werd uitgeloot tegen VfB Königsberg, echter gaf de club forfait. 
Na het einde van de Tweede Wereldoorlog werd Oost-Pruisen verdeeld onder Polen en de Sovjet-Unie. Alle Duitse voetbalclubs werden ontbonden en niet meer heropgericht.